# Jerry Moran
Gerald W. Moran (Great Bend, Estados Unidos, 29 de mayo de 1954) es un político estadounidense. Representa al estado de Kansas en el Senado de ese país. Fue elegido por primera vez en las elecciones de 2010 y reelegido en 2016. Está afiliado al Partido Republicano. Entre 1997 y 2011 fue miembro de la Cámara de Representantes de los Estados Unidos por el 1.º distrito congresional de Kansas.